# Путкарадзе, Андриа
Андриа Путкарадзе (груз. ანდრია ფუტკარაძე; род. 11 июня 2013, Батуми, Грузия) — грузинский певец, победитель конкурса песни «Детское Евровидение — 2024».

## Биография
Родился 11 июня 2013 года в Батуми. Начал петь в возрасте 2 лет, в 6 — оказался в составе вокального ансамбля «Дети моря», а после стал обучаться игре на фортепиано в музыкальной школе имени Захарии Палиашвили.

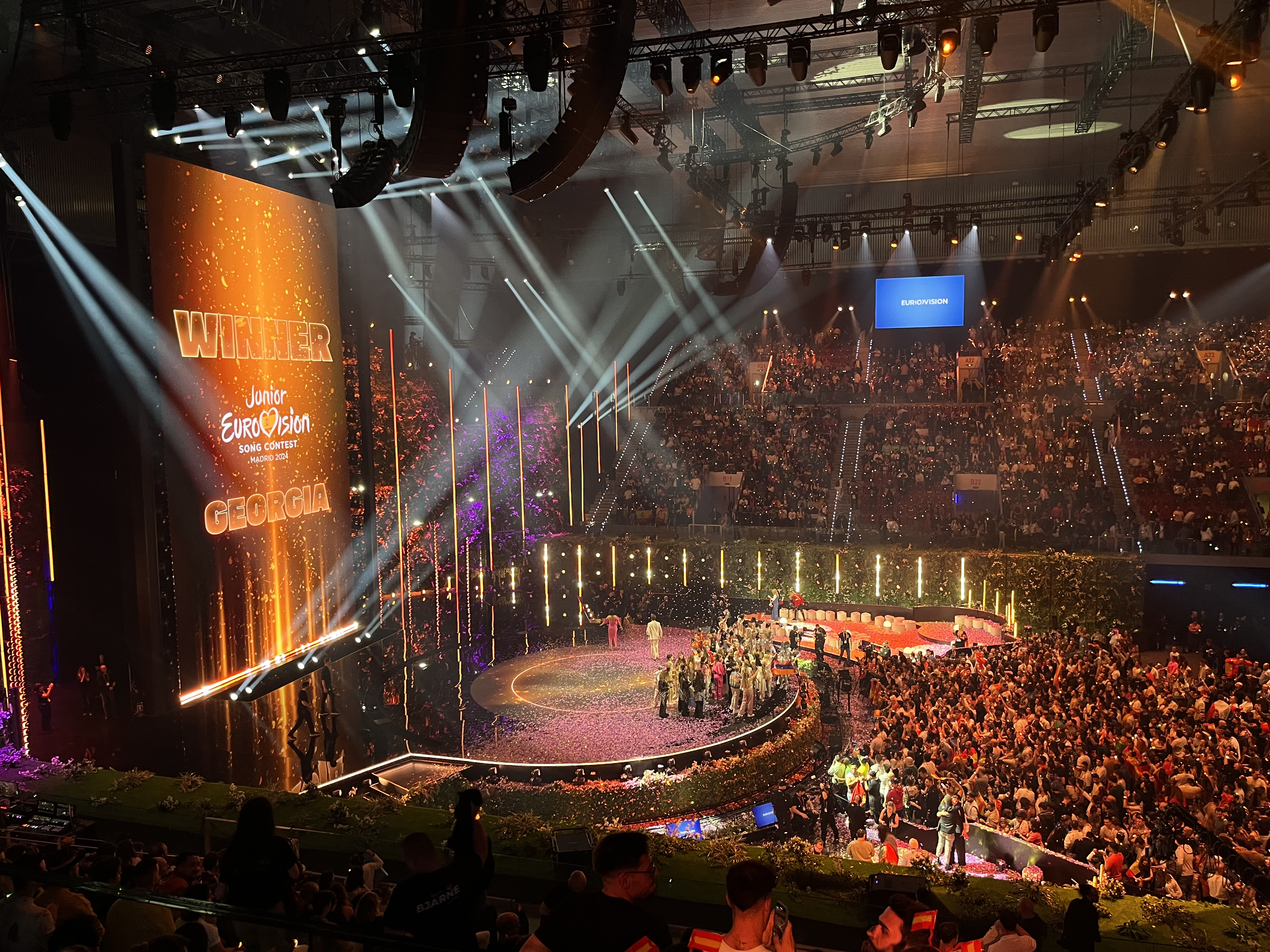
Момент победы Путкарадзе

Победив на национальном отборе — детском телевизионном шоу талантов Ranina, юный певец из Грузии отправился на «Детское Евровидение», финал которого прошел 16 ноября 2024 года в Мадриде. Там он исполнил песню «To My Mom» Гиги Кухианидзе и Маки Давитаи — трогательная композиция о разлуке с матерью и трудностях эмиграции помогла школьнику занять первое место.
«Я всегда говорю маме: „Мама, не уезжай, ты нужна мне здесь“. Но я понимаю, что так нужно, и знаю, что она делает это ради меня. Я хочу достойно представить Грузию и, конечно, свое выступление посвящаю маме и бабушке», — говорил Андриа до своего триумфального выступления, подчеркнув, что когда ему необходимо, то мама всегда рядом.
Благодаря Путкарадзе Грузия установила рекорд на детской версии Eurovision Song Contest, выиграв конкурс в четвёртый раз в истории.